# Farkas Bertalan (járásbíró)
Farkas Bertalan (Átány, Heves vármegye, 1847. augusztus 9. – 1913 után) királyi járásbíró, ítélőtáblai bíró, lapszerkesztő.

## Élete
Átányon született, ahol apja, Farkas Ferenc református lelkipásztor volt, anyja Boros Eszter. Iskoláit a miskolci református gimnáziumban kezdte meg, majd a sárospataki református kollégiumban folytatta, ahol a teológiai tanfolyamot 1867-ben végezte el. Miskolcon 1859-ben mint a Kazinczy-kör tagja, az avasi templomban tartott Kazinczy-ünnepélyen szavalatával pályadíjat nyert. Szüleit korán elvesztvén, önerejéből kellett magát fenntartania, ezért Homonnára Matolay Viktor ügyvéd házához ment nevelőnek, ahol a vándorszínész-társulatok előadásain néhányszor műkedvelőként is föllépett, és egy vígjátékát, A hirlapczikk címűt, ugyanott előadták. Azután a hivatali pályára lépett és előbb a homonnai törvényszéknél, 1873-tól pedig Sátoraljaújhelyen mint igazságügyi kezelő hivatalnok működött. Itt is föllépett mint műkedvelő, és több hangversenyen szavalt, Fehér sátán című színművét pedig szinre vitték. Ezután Királyhelmecen (Zemplén vármegye) volt királyi aljárásbíró. 1894-ben a nyírbátori járásbírósághoz nevezték ki járásbírónak. 1913-ban saját kérelmére nyugdíjazták, ezen alkalomból megkapta a királyi ítélőtáblai bírói címet.
Eleinte a költészettel foglalkozott és versei Dolinay Gyula Kis Ujságjában jelentek meg, azután a széppróza művelésére tért és népies irányú elbeszéléseket írt a Zemplénbe, mely lapnak belső munkatársa és később is állandó dolgozótársa maradt. 1873-ban az Abauj-Kassai Közlönynél Szerelem áldozatai című beszélyével tíz arany pályadíjat nyert; írt még a Mátravidékbe, a Függetlenségbe, a Hölgyek Lapjába, a Felvidéki Közlönybe, e lapnál egy rajzával pályadíjat nyert. 1911-ben a Nyírbátor és Vidéke c. lap főszerkesztője volt.

## Munkája
- Beszélyek. Budapest, 1878

### Színművei
- A gyújtogató, népszínmű. Bemutató: Sátoraljaújhely, 1874
- A mama terve, színmű, Sátoraljaújhely, 1875
- Fehér Sátán, színmű 4 felvonásban, Sátoraljaújhely, 1875